# Kim Min-jae (football)
Dans ce nom coréen, le nom de famille, Kim, précède le nom personnel.
Pour les articles homonymes, voir Kim Min-jae et Kim.
Kim Min-jae (en coréen : 김민재), né le 15 novembre 1996 à Tongyeong (Corée du Sud), est un footballeur international sud-coréen qui évolue au poste de défenseur central au Bayern Munich.

## Biographie

### Jeunesse
Kim Min-jae naît le 15 novembre 1996 à Tongyeong, une ville côtière située dans la province du Gyeongsang du Sud. Ses deux parents sont d'anciens athlètes et son frère est également un footballeur qui joue au poste de gardien de but à l'université de Myongji, située à Séoul,.
Il commence sa carrière de jeune footballeur dans le club de football de l'école élémentaire de Tongyeong. Il est ensuite transféré à l'école élémentaire de Gaya située dans le district de Haman et y obtient son diplôme. Il entre par la suite au collège Yeoncho et au lycée technique de Suwon. Ce lycée a notamment produit de nombreux footballeurs internationaux tels que Park Ji-sung et Kim Sun-min.
Après avoir obtenu son diplôme d'études secondaires en 2015, il entre à l'université privée Yonsei située dans l'arrondissement Seodaemun. En juillet 2016, alors qu'il est en deuxième année, il décide d'abandonner ses études pour réaliser son rêve et de faire ses débuts professionnels, bien que l'université Yonsei ait tenté de l'en dissuader. 

### Carrière en club

#### Gyeongju KHNP (2016-2017)
Le 1er juillet 2016, Kim Min-jae rejoint le club semi-professionnel de Gyeongju KHNP et participe à la Korea National League. Il dispute 15 matchs pour le Gyeongju KHNP jusqu'à la fin de la saison régulière, menant son équipe jusqu'aux playoffs.
Le 2 novembre 2016, Kim Min-jae participe au match de quart de finale des playoffs pendant 78 minutes et contribue à la victoire de son équipe sur le score de deux buts à zéro contre le Changwon FC.
Le 5 novembre 2016, il ne peut cependant pas aider son équipe à se qualifier pour la finale, bien qu'il joue l'intégralité de la rencontre de demi-finale contre le Hyundai Mipo Dockyard.

#### Jeonbuk Hyundai Motors (2017-2019)
Le 22 décembre 2016, Kim Min-jae rejoint gratuitement le Jeonbuk Hyundai Motors. Le club évolue en K League 1, la première division coréenne. L'entraîneur de Jeonbuk Hyundai Motors, Choi Kang-hee, exprime ses attentes à son sujet lors des camps d'entraînement de pré-saison qui se déroulent à Dubaï, aux Émirats arabes unis. Dès le début, il utilise Kim Min-jae comme un joueur clé de l'équipe.
Le 25 juin 2017, il marque son premier but en carrière lors d'un match de K League 1 contre le Daegu FC. Le 19 août 2017, il marque son deuxième but pour le Jeonbuk Hyundai Motors contre le Gwangju FC d'une volée à mi-course. Le 20 septembre 2017, il est exclu du match contre Gimcheon Sangmu à la suite d'une accumulation d'avertissements.
Le 15 octobre 2017, il s'avère que Kim Min-jae souffre d'une blessure à la valve semi-lunaire. Pour cette raison, il doit se faire opérer au Japon. Il ne peut donc pas jouer les matchs restants de la saison avec son club.
Grâce à ses performances, il est nommé meilleur jeune joueur de la K League 1 et nommé dans l'équipe type du championnat, bien qu'il ait reçu neuf cartons jaunes et un carton rouge au cours de 29 apparitions.
Le 13 février 2018, il fait ses débuts en Ligue des champions de l'AFC lors d'une victoire sur le score de trois buts à deux contre le club japonais du Kashiwa Reysol. Le 18 mars 2018, il marque son premier but de la saison 2018 d'une tête, tout en faisant preuve d'une défense solide lors d'un match de K League 1 contre le FC Séoul, et est nommé meilleur joueur de la semaine. Ensuite, il aide la défense du Jeonbuk Hyundai Motors à six clean sheets consécutifs. Malheureusement, le 2 mai 2018, Kim Min-jae se blesse au fibula lors d'un match contre le Daegu FC. Cela l'empêche donc de participer à la Coupe du monde 2018 qui se déroule en Russie. La Corée du Sud termine troisième de son groupe avec trois points derrière la Suède et le Mexique (six points) et devant l'Allemagne (trois points également).

#### Beijing Guoan (2019-2021)
Le 29 janvier 2019, Kim Min-jae est transféré au Beijing Guoan contre une somme de 5,25 M€,. Grâce à ses impressionnantes performances défensives, il joue ensuite un rôle essentiel dans la deuxième place du Beijing Guoan lors de la saison 2019 de la Chinese Super League.
En mai 2020, après son mariage en Corée du Sud, Kim Min-jae suscite la controverse en exprimant son mécontentement sur la méthode de jeu de ses coéquipiers du Beijing Guoan sur une chaîne YouTube exploitée par un commentateur de football sud-coréen.
Dans le même temps, il fait l'objet d'une attention soutenue de la part d'un grand nombre de clubs européens comme Arsenal, Everton ou encore le RB Leipzig,. Les médias européens prédisent que le transfert de Kim Min-jae coûterait environ 15 M€. Parmi eux, le club de Tottenham Hotspur a activement négocié avec le Beijing Guoan. Cependant, l'opération n'a pas pu se conclure avant la fermeture du mercato.

#### Fenerbahçe SK (2021-2022)
Le 16 août 2021, Kim Min-jae est transféré à Fenerbahçe SK contre une indemnité de transfert de 3 M€ et y paraphe un contrat de quatre ans.
Le 22 août 2021, il récupère le plus de ballons et effectue le plus de tacles parmi les défenseurs de Fenerbahçe lors de son premier match contre Antalyaspor. Le 16 septembre 2021, il réalise ses débuts européens lors du match du groupe D de Ligue Europa contre l'Eintracht Francfort.
Le 17 octobre 2021, soit deux jours après avoir reçu son premier carton rouge en Süper Lig contre Trabzonspor, il déclare : « C'était une première pour moi en cinq ans de carrière à jouer au football au plus haut niveau, je suppose que nous devons avoir de telles expériences en Turquie ».
Le 21 novembre 2021, il aide son équipe lors d'une victoire sur le score de deux buts à un en réalisant le plus grand nombre de passes et de blocages lors du Derby d'Istanbul. Il est élu homme du match par les supporters de Fenerbahçe avec 76,3 % des votes.
Le 20 mars 2022, il marque son premier but pour Fenerbahçe contre Konyaspor.
À la fin de la saison 2021-2022, le Centre international d'études du sport (CIES) et FIFA 22 sélectionnent Kim Min-jae pour l'équipe type de Süper Lig de la saison,.

#### SSC Naples (2022-2023)
Le 27 juillet 2022, le Napoli a officialisé l'arrivée du défenseur en provenance du Fenerbahçe. Le montant du transfert est de 20 millions d'euros. Le club Italien a annoncé la signature du défenseur jusqu'en 2025 (plus deux années en option).

#### Bayern Munich (2023-)
Au mercato d'été 2023, il quitte le championnat d'Italie avec un titre de champion avec le Napoli et rejoint le Bayern Munich. Il s'est engagé jusqu'en 2028. Le montant de transfert est estimé entre 50 et 60 millions d'euros.

### En sélection
Kim Min-jae fait ses débuts internationaux avec l'équipe de Corée du Sud en 2017. Le 31 août 2017, il honore sa première sélection contre l'Iran, lors d'un match des éliminatoires de la Coupe du monde de 2018. Il entame la rencontre comme titulaire, et sort du terrain à la 84e minute de jeu, en étant remplacé par Kim Ju-young. La rencontre se solde par un match nul et vierge (0-0). 
Il ne fait pas partie des joueurs retenus pour disputer la Coupe du monde 2018 qui se déroule en Russie. À la suite d'une blessure au fibula lors d'un match contre le Daegu FC, il est écarté de la liste préliminaire de Shin Tae-yong le 14 mai 2018.
Le 12 novembre 2022, il est sélectionné par Paulo Bento pour participer à la Coupe du monde 2022.

## Style de jeu
En tant que défenseur central, Kim Min-jae possède d'excellentes qualités physiques, notamment sa force, sa vitesse et sa souplesse. Il a une forte capacité de prédiction en défense, et peut souvent commencer et terminer des actions lorsque l'équipe avance. Sa précision dans les passes longues lui permet de frapper immédiatement la balle après le vol pour compléter une contre-attaque rapide, et son excellente capacité aérienne et son positionnement lui permettent d'effectuer des coups de tête pour briser les attaques de l'adversaire et commencer des jeux offensifs.

## Vie personnelle
En janvier 2021, Kim Min-jae est nommé ambassadeur de la Fondation Purme[réf. souhaitée].
Il décide de contribuer à la réhabilitation des enfants handicapés et à l'indépendance des jeunes handicapés. Il a également fait un don de 50 millions de wons.

## Statistiques
| Saison                | Club                   | Championnat           | Championnat | Championnat | Coupe(s) nationale(s) | Coupe(s) nationale(s) | Supercoupe | Supercoupe | Compétition(s) continentale(s) | Compétition(s) continentale(s) | Compétition(s) continentale(s) | Corée du Sud | Corée du Sud | Total | Total |
| Saison                | Club                   | Division              | M.          | B.          | M.                    | B.                    | M.         | B.         | Comp.                          | M.                             | B.                             | M.           | B.           | M.    | B.    |
| 2016                  | Gyeongju KHNP          | Korea National League | 17          | 0           | -                     | -                     | -          | -          | -                              | -                              | -                              | -            | -            | 17    | 0     |
| 2017                  | Jeonbuk Hyundai Motors | K League              | 29          | 2           | 1                     | 0                     | -          | -          | -                              | -                              | -                              | 2            | 0            | 32    | 2     |
| 2018                  | Jeonbuk Hyundai Motors | K League              | 23          | 1           | 1                     | 0                     | -          | -          | LCA                            | 6                              | 0                              | 10           | 0            | 40    | 1     |
| Sous-total            | Sous-total             | Sous-total            | 52          | 3           | 2                     | 0                     | -          | -          | -                              | 6                              | 0                              | 12           | 0            | 72    | 3     |
| 2019                  | Beijing Sinobo Guoan   | Chinese Super League  | 26          | 0           | 2                     | 0                     | -          | -          | LCA                            | 6                              | 0                              | 18           | 3            | 52    | 3     |
| 2020                  | Beijing Sinobo Guoan   | Chinese Super League  | 17          | 0           | -                     | -                     | -          | -          | LCA                            | 6                              | 0                              | -            | -            | 23    | 0     |
| 2021                  | Beijing Sinobo Guoan   | Chinese Super League  | 2           | 0           | -                     | -                     | -          | -          | LCA                            | -                              | -                              | 2            | 0            | 4     | 0     |
| Sous-total            | Sous-total             | Sous-total            | 45          | 0           | 2                     | 0                     | -          | -          | -                              | 12                             | 0                              | 20           | 3            | 79    | 3     |
| 2021-2022             | Fenerbahçe SK          | Süper Lig             | 31          | 1           | 1                     | 0                     | -          | -          | C3+C4                          | 6+2                            | 0+0                            | 10           | 0            | 50    | 1     |
| 2022-2023             | SSC Naples             | Serie A               | 35          | 2           | 1                     | 0                     | -          | -          | C1                             | 9                              | 0                              | 7            | 0            | 52    | 2     |
| 2023-2024             | Bayern Munich          | Bundesliga            | 25          | 1           | 1                     | 0                     | 1          | 0          | C1                             | 9                              | 0                              | 14           | 1            | 50    | 2     |
| 2024-2025             | Bayern Munich          | Bundesliga            | 27          | 2           | 3                     | 0                     | -          | -          | C1                             | 13                             | 1                              | 6            | 0            | 49    | 3     |
| 2025-2026             | Bayern Munich          | Bundesliga            | 0           | 0           | 0                     | 0                     | 1          | 0          | C1                             | 0                              | 0                              | 0            | 0            | 1     | 0     |
| Sous-total            | Sous-total             | Sous-total            | 52          | 3           | 4                     | 0                     | 2          | 0          | -                              | 22                             | 1                              | 20           | 1            | 100   | 5     |
| Total sur la carrière | Total sur la carrière  | Total sur la carrière | 232         | 9           | 10                    | 0                     | 2          | 0          | -                              | 57                             | 1                              | 69           | 4            | 370   | 14    |

## Palmarès

### En club
| Jeonbuk Hyundai Motors (2)                                  | Beijing Sinobo Guoan                          | SSC Napoli (1)                               | Bayern Munich (2)                                                                                             |
| ----------------------------------------------------------- | --------------------------------------------- | -------------------------------------------- | --- |
| - Championnat de Corée du Sud (2) - Champion : 2017 et 2018 | - Championnat de Chine - Vice-champion : 2019 | - Championnat d'Italie (1) - Champion : 2023 | - Championnat d'Allemagne (1) - Champion : 2025 - Supercoupe d'Allemagne - Vainqueur: 2025 - Finaliste : 2023 |

### En sélection
| Corée du Sud olympique                   |
| ---------------------------------------- |
| - Jeux asiatiques (1) - Vainqueur : 2018 |

## Distinctions personnelles
- Élu meilleur jeune joueur de la K League en 2017 et en 2018.
- Nommé dans l'équipe type de la K League en 2017.
- Élu meilleur défenseur de la Coupe de l'Asie orientale en 2019.
- Élu joueur du mois de septembre 2022 en Serie A.
- Élu meilleur défenseur de Serie A lors de la saison 2022-2023.
- 22e au Ballon d'or 2023.